# Simulium itaunense
Simulium itaunense es una especie de insecto del género Simulium, familia Simuliidae, orden Diptera.
Fue descrita científicamente por Andretta & Gonzalez, 1964.